# Somministrazione rettale

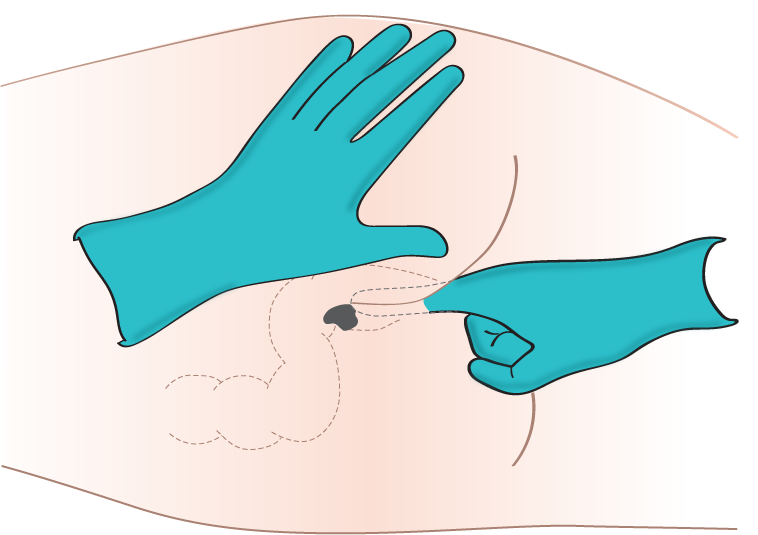

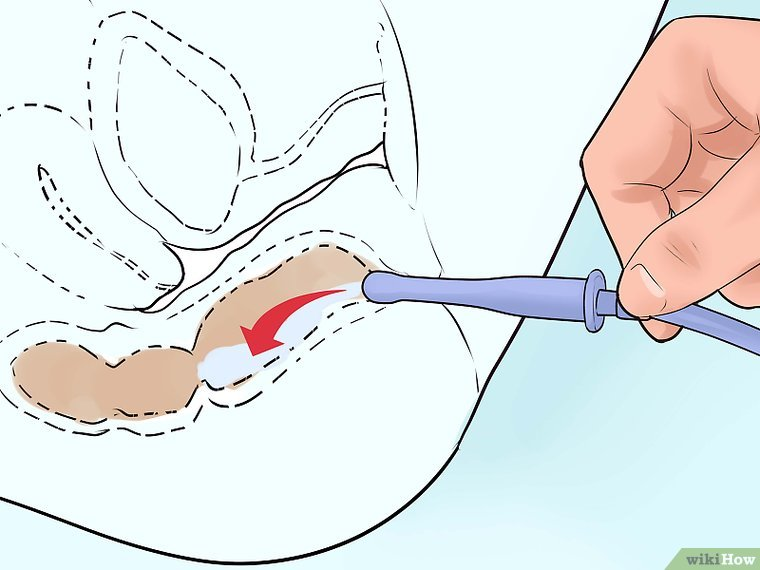
Inserimento del beccuccio di un clistere

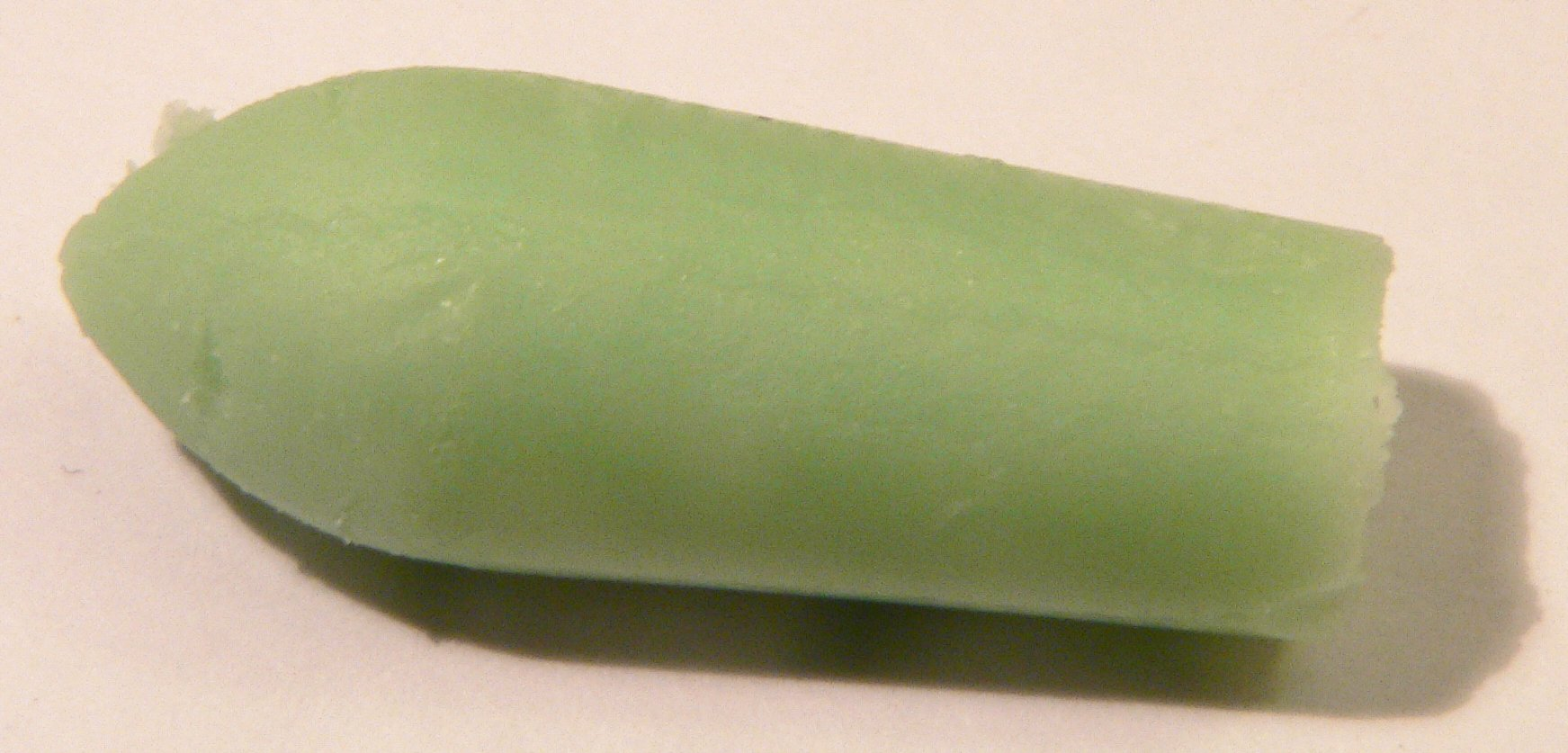
Una supposta utilizzabile per via rettale

La somministrazione rettale, o via rettale, è una modalità di somministrazione dei farmaci ideata affinché questi possano essere assorbiti dai vasi sanguigni del retto e quindi penetrino nella circolazione sistemica distribuendosi così nell'organismo ed esplicando i loro effetti.
In linea teorica un farmaco che viene somministrato per via rettale avrà un tempo di insorgenza più rapido, una maggiore biodisponibilità, un picco ematico più basso ed una durata d'azione più breve rispetto allo stesso farmaco somministrato per os.

## Metodi

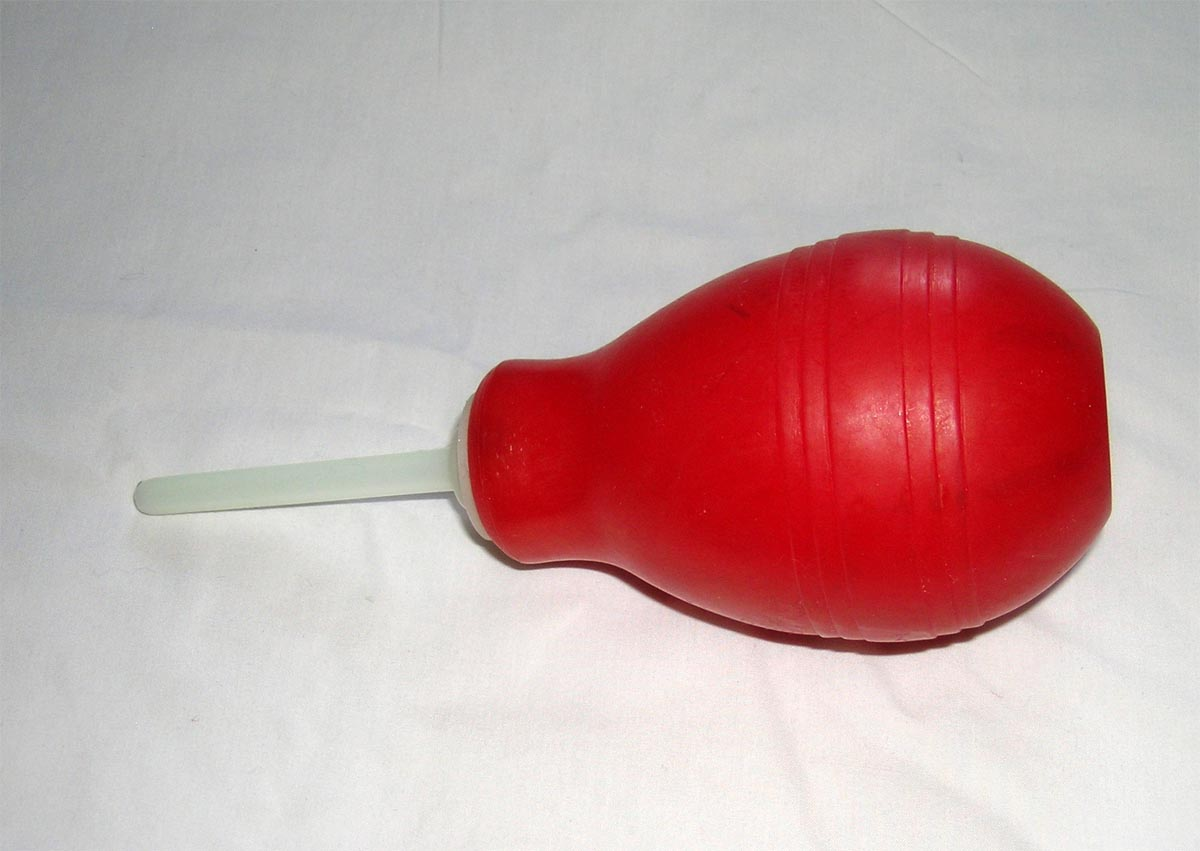
Una siringa per clisma rettale

La somministrazione per via rettale può essere effettuata tramite:
- l'utilizzo di supposte
- un clisma, ovvero l'inserzione di una sonda che permette l'introduzione di una soluzione contenente un farmaco.

Si parla di microclisma quando il volume della soluzione è minimo (in genere 10-20 ml) e di macroclisma se il volume introdotto è di entità superiore. I clismi contenenti un volume maggiore di soluzione hanno la possibilità di essere assorbiti non solo a livello del retto, ma anche nella parte terminale del colon.

## Caratteristiche
La somministrazione per via rettale permette la somministrazione di molti farmaci potenzialmente in grado di determinare irritazione della mucosa gastrica. Sfortunatamente le medesime sostanze possono risultare spesso irritanti anche per la mucosa rettale.

L'assorbimento, inoltre, avvenendo attraverso la mucosa rettale può essere non ottimale per la limitatezza dell'area deputata all'assorbimento (circa 200 cm²) e talvolta la presenza di fattori locali, quali ad esempio la presenza di un muco abbondante e denso, che ostacolano dissoluzione, diffusione ed assimilazione del farmaco (specie se somministrato nella forma farmaceutica di supposte).

Il retto tramite il plesso venoso emorroidale superiore è tributario della vena porta, perciò le sostanze trasportate dal torrente ematico giungono al fegato. Il plesso venoso emorroidale medio ed inferiore è invece tributario della vena iliaca interna.
I farmaci somministrati per via rettale evitano così, almeno in parte, il filtro epatico e quindi il ben noto effetto di primo passaggio.
Molti farmaci ad uso pediatrico, come ad esempio il diazepam nella prevenzione e trattamento delle convulsioni febbrili, sono utilizzati per via rettale.

## Vantaggi
Si può ricorrere a questa via di somministrazione in caso di:
- Vomito, diarrea, malattie che alterano l'assorbimento gastrointestinale
- Farmaci irritanti la mucosa gastrica
- Farmaci degradati dall'ambiente acido gastrico
- Mancata collaborazione del paziente, paziente incosciente
- Sapore sgradevole del farmaco (utilizzabilità in campo pediatrico)

## Svantaggi
- Area di assorbimento moderata
- Assorbimento non ottimale, incostante ed imprevedibile (secondo la quota di passaggio epatico) per molti farmaci[5]
- Effetto irritante locale
- Possibilità di espulsione del farmaco